# Kleopatras nål, London

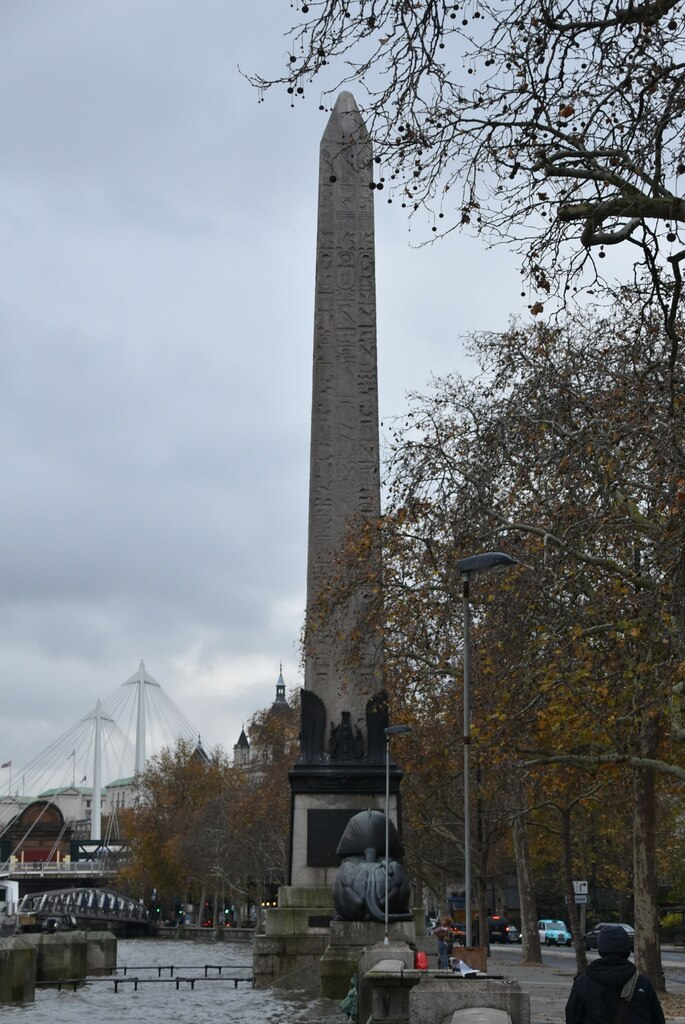
Kleopatras nål i London

Kleopatras nål (en: Cleopatra's Needle) i London är en obelisk tillverkad under den artonde dynastin i det forntida Egypten. Obelisken står i Londons West End vid Victoria Embankment mellan Waterloo Bridge och Charing Cross i City of Westminster. Obelisken flyttades till Storbritannien 1878 och är en del Kleopatras nålar.

## Obelisken
Kleopatras nål är en monolit huggen i ett stycke i rosa granit med en höjd på cirka 21 meter och en uppskattad vikt på mellan 187 och 200 ton. Basen mäter cirka 2,30 x 2,30 meter. Pelaren är täckt med hieroglyfer och har en pyramidion på toppen.
Bredvid obelisken står även två egyptiska Sfinxer i brons skapade av brittiska arktitekten George John Vulliamy. Dessa skadades i september 1917 efter en flygbombning under första världskriget.

## Historia
Ursprungligen restes två obelisker framför solguden Ras tempel i Heliopolis under farao Thutmosis III regeringstid (omkring 1450 år f.Kr.). Dessa flyttades av den romerske prefekten Barbarns under kejsare Tiberius regeringstid omkring 23 f.Kr. till Alexandria och restes där framför Cæsars tempel ”Cæsareum”. Detta tempelbygge tillskrivs drottning Kleopatra vilket troligen skapade beteckningen Kleopatras nålar. Senare rasade en av obeliskerna till marken vid en jordbävning.
1819 beslöt Pascha Muhammed Ali att skänka obeliskerna till England och USA. Den kullfallna första obelisken skänktes till England och den andra obelisken till USA. England accepterades gåvan men det skulle dröja många år innan finansieringen ordnades. År 1867 vädjade Khediv Ismail Pascha åter att England skulle flytta obelisken då den annars skulle gå förlorad. 1875 reste sir James Edward Alexander till Egypten för att bedöma läget. 1876 erbjöd sig sir William James Erasmus Wilson att bekosta transporten privat och samma år reste sir Alexander åter till Egypten för att ordna transporten.
1877 inleddes flytten av Kleopatras nål till London. Ingenjören John Dixon inneslöt obelisken i ett 30 meter långt, mot båda ändarna tillspetsat, vattentätt järnfodral som lastades på en specialbyggd ponton (döpt till "Cleopatra") konstruerad av Dixon, den 21 september 1877 avgick obelisken i släp av fartyget "Olga" från Alexandria. Under resan drabbades konvojen den 14 oktober av en storm i Biscayabukten och pontonen behövde släppas men den återfanns senare av fartyget "Fitzmaurice" som tog den till Ferrol. Därifrån fortsatte transporten med fartyget "Anglia" och konvojen nådde Gravesend den 21 januari 1878. Den 6 juli1878 urlastades obelisken. Inskriptionerna översattes första gången av egyptologen Samuel Birch.
Den 11 - 12 september 1878 restes Kleopatars nål vid Themsens norra strand.